# نیکو بلیک
نیکو بلیک (انگلیسی: Niko Bellic) شخصیتی داستانی و قهرمان بازی در بازی ویدئویی جی‌تی‌ای ۴، ششمین قسمت اصلی در مجموعهٔ جی‌تی‌ای از راک‌استار گیمز است. او همچنین در محتوای اپیزودیک بازی جی‌تی‌ای ۴: گمشده و نفرین‌شده و جی‌تی‌ای ۴: حکایت گی تونی، که هر دو در سال ۲۰۰۹ منتشر شد، به صورت شخصیتی غیرقابل بازی ظاهر می‌شود. مایکل هالیک ضبط صدا و حرکت شخصیت را ارائه داد.
نیکو یک کهنه‌سرباز جنگ از اروپای شرقی است؛ جایی که او شاهد برخی از بدترین قساوت‌هایی است که بشر قادر به انجام آن است و باعث می‌شود او دیدگاهی کاملاً بدبینانه نسبت به زندگی داشته باشد. وی پس از درگیر شدن در یک سندیکای جنایات یوگسلاوی و کشف فروش واحد خود به نیروهای دشمن، تصمیم می‌گیرد با الهام از داستان‌های تجمل و ثروت پسر عموی خود رومن که زندگی می‌کرد، برای پیگیری رؤیای آمریکایی به شهر آزادی برود. برای چندین سال در آنجا به محض ورود، او متوجه می‌شود که این داستان‌ها اغراق های بزرگی بودند و تلاش برای بهبود وضعیت مالی او و رومن، به سرعت منجر به درگیری با جنایتکاران محلی شد. با پیشرفت داستان بازی، نیکو برای این منظور برای شخصیت‌های برجسته جنایی کار می‌کند و همچنین به امید یافتن خائنی که در طول جنگ به واحد خود خیانت کرده است، در حالی که آرام آرام یاد می‌گیرد گذشته خود را ترک و تلافی کند که تلاش برای ترک زندگی جنایی با خطرات عمده ای همراه است.
این شخصیت با استقبال خوبی روبرو شد و بسیاری از منتقدان بلوغ و ابهام اخلاقی او را عناصری می‌دانند که به پیشرفت داستان بازی کمک می‌کند. مایکل هالیک‌ برای صداپیشگی در نقش خود بهترین بازیگر مرد را در جوایز جوایز بازی‌های ویدئویی اسپایک ۲۰۰۸ از آن خود کرد.